# Isabelle de Ludres
Marie-Élisabeth de Ludres, más néven Isabelle de Ludres (Ludres, Lotaringia, 1647. – Nancy, 1726. január 28.); XIV. Lajos francia király egyik szeretője.

## Ifjúkora
Édesapja Jean de Ludres, édesanyja Claude des Salles. A Poussay-i apátságban nevelkedett, mint egyházi fogadalmat nem tett kanonissza (chanoinesse).
1662-ben Isabelle eljegyezte magát IV. Károly lotaringiai herceggel (duc de Lorraine). Károly herceg – miután házasságtörésért az egyház kiközösítette őt – elhatározta, hogy ha egyszer megözvegyül, elveszi feleségül szeretőjét. De amikor meglátogatta a poussay-i apátságot és meglátta Isabelle-t, elhatározta, inkább őt veszi feleségül. Egy évvel az eljegyzés után Károly visszalépett, hogy feleségül vehesse szeretőjét, aki az esküvő után hamarosan meghalt.
IV. Károly herceg azonban ekkor Marie-Louise d’Apremont-t akarta feleségül venni. Isabelle szembeszállt vele, és a lotaringiai egyházi hatóságok is őt támogatták. A herceg azzal fenyegette Isabelle-t, hogy perbe fogatja felségsértés bűntettéért, amit szerint a leány őellene elkövetett. 1666-ban Isabelle elhagyta a poussay-i apátságot, és a francia királyi udvarban keresett menedéket.

## A királyi udvarban
Párizsba érkezésekor Isabelle, mint udvarhölgy (dame d’honneur), bekerült a Madame-nak, azaz Stuart Henrietta Annának (Henriette d’Angleterre, 1644–1670), az orléans-i hercegnének kíséretébe. Henrietta Anna hercegnő, I. Károly angol király leánya Fülöp orléans-i hercegnek (1640–1701), XIV. Lajos francia király öccsének, a Monsieur-nek első felesége, a király sógornője volt.
Isabelle később, 1670-ben Mária Terézia francia királyné (1638-1683), majd 1673-ban Pfalzi Erzsébet Sarolta orléans-i hercegné (Liselotte von der Pfalz, francia nevén Charlotte-Élisabeth de Bavière) kíséretébe került udvarhölgyként. A főhercegnő, akit Madame la Palatine-nak is neveztek, a Monsieur-nek, Fülöp orléans-i hercegnek második felesége volt. (Az első feleség Stuart Henrietta Anna 1670-ben meghalt, az orléans-i herceg, aki egyébként homoszexualitásáról és pederasztiájáról híresült el, 1672-ben újra megnősült).
A feltűnően szép leány, aki erős lotaringiai akcentussal beszélte a francia nyelvet mágnesként vonzotta az udvar férfi tagjait. Isabelle de Ludres ellenállt e kísértéseknek, egészen az 1675-ik év húsvétjáig, amikor Françoise Athénaïs de Rochechouart de Mortemart, azaz Montespan márkiné (1640–1710), XIV. Lajos hivatalos kegyencnője, átmenetileg éppen kiesett a király kegyeiből, és a király Isabelle iránt kezdett érdeklődni.
Viszonyukat diszkréten folytatták, de nem eléggé ahhoz, hogy az fel ne keltse a mellőzött kegyencnő, Montespan márkiné féltékenységét, aki széltében-hosszában híresztelni kezdte, hogy „a Ludres-i szépség testét pikkelyek borítják, a rühösség, a lepra és minden elképzelhető betegség nyomait viseli.” A király nem hitt a pletykáknak és maga mellett tartotta Isabelle-t.
A király közben arra kényszerült, hogy különváljon tőle, vagy legalábbis úgy tegyen, mintha elküldené Isabelle-t, amikor Françoise Athénaïs de Montespan márkiné visszatért hozzá. Françoise Athénaïs attól sem riadt vissza, hogy szándékos és gonosz gúnnyal pocskondiázza riválisát az uralkodó előtt, nyíltan a király kapcarongyának nevezve Isabelle-t. De ezzel sem tudta megakadályozni, hogy XIV. Lajos gyakran meglátogassa Isabelle-t, amíg a leány teherbe nem esett a király hatodik fattyával (bâtard royal). Ebben az állapotban 1676 tavaszán el kellett hagynia az udvart.
Miközben a király Spanyolországban háborúzott, Isabelle elhíresztelte viszonyukat. Még azt is hangoztatta, hogy terhessége a királytól van. Primi Visconti, a krónikás azt írta, hogy a dámák, akik azt a kiváltságot élvezték, hogy leülhettek a királyné társaságában, felálltak, amikor Isabelle de Ludres belépett a szobába. Isabelle azzal hencegett, hogy már „kibrusztolta” („débusqué”) kegyencnői helyéről Montespan márkinét, és már látta saját magát, mint új, hivatalos címmel felruházott királyi szeretőt.
Még odáig is elmerészkedett, hogy személyesen írjon levelet a királynak, aki akkor még háborúban járt. Mivel viszonyuknak titokban kellett maradnia, Isabelle indiszkréciója  bosszantotta XIV. Lajost. Nem kergette el őt az udvartól, de minden kapcsolatot megszakított vele.

## Kegyvesztés, visszavonulás
Amikor a király, majd Montespan márkiné is visszatért, Isabelle-nek ismét el kellett szenvednie, ezúttal nyilvánosan is, a hivatalos kegyencnő gyilkos szarkazmusait. Egy napon a király és az udvar misét hallgatott, közben a király üdvözölte Isabelle de Ludres-t. Françoise Athénaïs dührohamot kapott, és dühös szemrehányásokkal halmozta el a királyt és Isabelle-t, az egész udvari nép előtt.
1678-ban Isabelle elhagyta a Pfalzi Erzsébet Sarolta orléans-i hercegné szolgálatát, és beköltözött a Vizitációs Apácarend Szűz Mária kolostorába, miután visszautasított egy nagyobb pénzadományt, amit a király ajánlott neki. A kanonissza távozása hidegen hagyta a királyt.
Több évig különböző párizsi kolostorokban élt. Eladósodott, és arra kényszerült, hogy kegydíjért folyamodjon a királyhoz, amit meg is kapott. Hazatért szülőföldjére, Lotaringiába. A „Ludres-i szépséget”, ahogy akkoriban az udvari emberek nevezték őt, a király 1720-ban márkinővé emelte. Nancy-ban halt meg 1726. január 28-án).

## Lásd még
- Francia uralkodók szeretőinek listája